# Selektywność funkcjonalna
Selektywność funkcjonalna (czy też "stronniczy agonizm") to zależna od liganda selektywność względem wybranych szlaków sygnałowych, mierzona dla danego receptora w odniesieniu do liganda referencyjnego (często endogennego hormonu lub pepydu). Selektywność funkcjonalna może zachodzić, gdy receptor ma możliwość przekazania sygnału przez więcej niż jeden szlak sygnałowy. Stopień aktywacji danego szlaku jest stąd zależny od liganda, który zwiąże się z receptorem. Selektywność funkcjonalna jest najdokładniej scharakteryzowana dla receptorów sprzężonych z białkiem G (GPCR). Istnieją stronniczy agoniści, których zastosowanie mogłoby zwiększyć korzystne efekty jednocześnie redukując skutki uboczne, np. agoniści receptorów muskarynowych M2, którzy są badani pod kątem ich potencjału jako leki przeciwbólowe lub leki antyproliferacyjne, czy też agoniści receptorów opioidowych pośredniczących w odczuwaniu bólu. Przykładem są agoniści receptora opioidowego μ selektywni funkcjonalnie wobec białka G, którzy w badaniach przedklinicznych wykazują podobną skuteczność w leczeniu bólu, lecz zmniejszone ryzyko uzależnienia i depresji oddechowej. Badania układu receptorów chemokinowych również sugerują, że selektywność funkcjonalna jest istotna pod względem fizjologicznym. Przykładowo, pewien agonista receptora chemokinowego CXCR3 selektywny funkcjonalnie względem beta-arestyny mocniej indukował chemotaksję limfocytów T w porównaniu z agonistą selektywnym funkcjonalnie względem białka G.